# Ponte da Constituição (Veneza)
A Ponte da Constituição (em italiano:  Ponte della Costituzione) é uma ponte da cidade de Veneza aberta em 2008. Inicialmente conhecida como Quarta Ponte sobre o Canal Grande (Quarto Ponte sul Canal Grande em italiano) ou Ponte de Calatrava.
Juntamente com a Ponte de Rialto, a Ponte dos Descalços e a Ponte da Academia é uma das únicas que atravessam o Grande Canal.
Foi projetada pelo arquiteto espanhol Santiago Calatrava e comunica a Piazzale Roma com a zona da Estação de Venezia Santa Lucia.